# Ransinde
Ransinde es una localidad perteneciente al municipio de Vega de Valcarce en la comarca leonesa del Bierzo. Se encuentra situada en el valle del regueiro de Real, al noroeste de Vega de Valcarce, a una altitud aproximada de 800 metros. Su población, en 2013, es de veinte habitantes.

## Historia
En 1834, cuando se realizó en España la primera división del territorio nacional en partidos judiciales, Ransinde quedó adscrito al partido judicial de Villafranca del Bierzo.  En 1966 se suprimió el partido judicial de Villafranca del Bierzo y pasó a estar adscrito al partido judicial de Ponferrada.
En 1858 contaba con la categoría de lugar y 126 habitantes.
Desde el punto de vista religioso, Ransinde perteneció tradicionalmente a la diócesis de Lugo hasta que, a raíz del concordato entre España y la Santa Sede de 1953 en el que se propugnaba ajustar, en la medida de lo posible, el territorio de las diócesis al de las provincias civiles, en 1955 pasó a depender de la diócesis de Astorga.

## Comunicaciones
La carretera LE-4103 comunica Ransinde con Ruitelán y, en dirección opuesta, con La Braña.

## Fiestas
Se celebran en honor de Nuestra Señora (15 de agosto).